# Groove metal
Groove metal, även kalla ”neo-thrash”, ”post-thrash” och ”halv-thrash”, är en musikstil som baserar sig på så kallade ”grooves” eller ”groove patterns”. I "Groove metal" är det typiskt att sångaren använder sig av ett tungt omedoliöst skrikande som kan jämföras med ett svagare growl som inte används med strupen. Även att det är höga toner på skriket. Phil Anselmo var en av de första att använda den "grooviga-", "råa-" och "högtoniga-" skriket. 
Groove metal är metal som bygger på komplex rytmik som ligger i både anslag, dämpningar, bends och legatospel på både gitarr och bas. Trumspelet är i regel inspirerat av trummisar som Lars Ulrich (Metallica), men bygger mer på synkoper och taktarter som är ovanliga i metal, även rytmiska illusioner används.

## Musikalisk orientering
Ofta orienterar sig groove metal-band runt blues-skalor och jazz, då det är lättare att hitta ett ”groove pattern” i de skalorna. Vanligt är också att groove metal-gitarrister inspireras av countryartister, men istället för att spela med slidehylsa så ersätter man det med vad Pantera-gitarristen Dimebag Darrell kallade för ”hickbends” och hammerons.

## Historia
Groove metal uppstod i slutet av 1980-talet. Det första kända groove metal-bandet var post-thrash bandet Exhorder. I slutet på 80-talet började Pantera eftersträva ett tyngre sound, och tog inspiration från Exhorder, och 1990 släppte Pantera sitt album Cowboys from Hell. Med sitt nya tyngre och betydligt "groovigare" sound, kom detta album att bli förebilden för alla framtida grooveband.
Redan i början på 1990-talet började grooven uppmärksammas, men hamnade i skuggan av grungen som då i stort dominerade rocken. Detta ledde till att musiken tog en ny inriktning och blandades med den alternativa rocken. Det blev en sorts blandning mellan grunge och groove metal. Band som Alice in Chains och Soundgarden tog över groovens roll fram tills Panteras Far Beyond Driven.

## Felbedömning
Redan när grooven uppstod började folk blanda ihop uttrycket med ”neo-thrash”, ”post-thrash” och ”halv-thrash”, vilket kanske inte var så konstigt, med tanke på att alla grooveband spelade "post-thrash" under den tidsperioden. Groove metal är alltså inte en låst stil, utan ett thrashband kan spela groove, som Pantera och Exhorder, sedan finns det till exempel sludgeband som spelar groove, som Down eller Superjoint Ritual.

## Groove metal-band
- Black Label Society (långsam groove)
- Damageplan (typiskt groove)
- Down (långsam groove)
- Exhorder (typiskt groove)
- Lamb of God (otypisk groove)
- Machine Head (typiskt groove)
- Pantera (typiskt groove)
- Pro-Pain
- Rebel Meets Rebel (typiskt groove)
- Spiritual Beggars (långsam groove)
- Superjoint Ritual (långsam groove)
- Deathember (typiskt groove)
- Death Destruction (otypisk groove)